# Orientierungslauf-Juniorenweltmeisterschaften 2013
Die 24. Orientierungslauf-Juniorenweltmeisterschaften fanden vom 30. Juni bis 7. Juli 2013 in der Gegend um Hradec Králové in Tschechien statt.

## Zeitplan
- 1. Juli 2013: Langdistanz in Odolov – Švédský vrch
- 2. Juli 2013: Mitteldistanz Qualifikation in Radvanice
- 3. Juli 2013: Mitteldistanz Finale in Radvanice – Závora Jih
- 5. Juli 2013: Sprint in Hradec Králové
- 6. Juli 2013: Staffel in Hoděšovice

## Herren

### Sprint
| Platz | Land | Athlet                    | Zeit      |
| ----- | ---- | ------------------------- | --------- |
| 1     | SUI  | Florian Schneider         | 14:35 min |
| 2     | CZE  | Michal Hubáček            | 14:39 min |
| 3     | NZL  | Tim Robertson             | 14:47 min |
| 4     | NOR  | Sigur Heggedal            | 14:57 min |
| 5     | SUI  | Christoph Meier           | 14:58 min |
| 6     | NOR  | Trond Einar Moen Pedersli | 15:00 min |
| 7     | GBR  | Jonathan Crickmore        | 15:04 min |
| 8     | POL  | Piotr Parfianowicz        | 15:06 min |

Sprint: 5. Juli 2013

Ort: Hradec Králové (Karte)

Länge: 2,4 km

Steigung: 60 m

Posten: 21

### Mitteldistanz
| Platz | Land | Athlet               | Zeit      |
| ----- | ---- | -------------------- | --------- |
| 1     | SWE  | Emil Svensk          | 24:32 min |
| 2     | SWE  | Anton Johansson      | 24:33 min |
| 3     | SWE  | Jens Wängdahl        | 24:41 min |
| 4     | FIN  | Aleksi Anttolainen   | 24:45 min |
| 5     | NOR  | Borger Melsom        | 25:06 min |
| 6     | CZE  | Marek Minář          | 25:13 min |
| 7     | CZE  | Adam Chloupek        | 25:14 min |
| 8     | NOR  | Sindre Rønning Huber | 25:17 min |

Mitteldistanz: 3. Juli 2013

Ort: Radvanice – Závora Jih (Karte)

Länge: 3,6 km

Steigung: 120 m

Posten: 17

### Langdistanz
| Platz | Land | Athlet             | Zeit      |
| ----- | ---- | ------------------ | --------- |
| 1     | POL  | Piotr Parfianowicz | 1:09:21 h |
| 2     | SUI  | Florian Schneider  | 1:10:37 h |
| 3     | RUS  | Andrei Kozyrew     | 1:11:44 h |
| 4     | NOR  | Borger Melsom      | 1:11:53 h |
| 5     | SUI  | Christoph Meier    | 1:12:17 h |
| 6     | SWE  | Anton Johansson    | 1:13:04 h |
| 7     | DEN  | Jakob Ekhard Edsen | 1:13:26 h |
| 8     | FIN  | Topi Raitanen      | 1:13:40 h |

Langdistanz: 1. Juli 2013

Ort: Odolov – Švédský vrch (Karte)

Länge: 9,9 km

Steigung: 620 m

Posten: 21

### Staffel
| Platz | Land | Athleten                                                | Zeit      |
| ----- | ---- | ------------------------------------------------------- | --------- |
| 1     | CZE  | Marek Schuster Adam Chloupek Michal Hubáček             | 1:44:28 h |
| 2     | SWE  | Anton Johansson Jens Wängdahl Emil Svensk               | 1:45:44 h |
| 3     | RUS  | Iwan Kutschmenko Dmitri Poljakow Andrei Kozyrew         | 1:47:35 h |
| 4     | DEN  | Thomas Knudsen Simon Thrane Hansen Magnus Maag          | 1:50:04 h |
| 5     | LAT  | Janis Sars Davis Dislers Rudolfs Zernis                 | 1:50:29 h |
| 6     | FIN  | Lauri Nenonen Arto Talvinen Aleksi Niemi                | 1:50:30 h |
| 7     | POL  | Krzysztof Rzenca Krzysztof Wolowczyk Piotr Parfianowicz | 1:50:31 h |
| 8     | NOR  | Anders Vister Sindre Rønning Huber Borger Melsom        | 1:50:43 h |

Staffel: 6. Juli 2013

Ort: Koliba (Karte)

## Damen

### Sprint
| Platz | Land | Athletin                 | Zeit      |
| ----- | ---- | ------------------------ | --------- |
| 1     | NOR  | Heidi Mårtensson         | 14:33 min |
| 2     | DEN  | Nicoline Friberg Klysner | 14:45 min |
| 3     | BLR  | Anastasia Denissowa      | 14:48 min |
| 4     | RUS  | Ekatarina Sawkina        | 14:49 min |
| 5     | NOR  | Andrine Benjaminsen      | 14:52 min |
| 6     | SWE  | Frida Sandberg           | 14:59 min |
| 7     | FIN  | Johanna Hulkkonen        | 15:00 min |
| 7     | RUS  | Veronika Tomaschewskaja  | 15:00 min |

Sprint: 5. Juli 2013

Ort: Hradec Králové (Karte)

Länge: 2,1 km

Steigung: 54 m

Posten: 19

### Mitteldistanz
| Platz | Land | Athletin          | Zeit      |
| ----- | ---- | ----------------- | --------- |
| 1     | DEN  | Miri Thrane Ødum  | 25:05 min |
| 2     | SWE  | Lisa Risby        | 25:36 min |
| 3     | NOR  | Mathilde Rundhaug | 25:45 min |
| 4     | FIN  | Anna Haataja      | 25:51 min |
| 5     | FRA  | Isia Basset       | 26:13 min |
| 6     | NOR  | Gunvor Hov Høydal | 26:11 min |
| 7     | FIN  | Johanna Hulkkonen | 26:20 min |
| 8     | CZE  | Kateřina Chromá   | 26:52 min |

Mitteldistanz: 3. Juli 2013

Ort: Radvanice – Závora Jih (Karte)

Länge: 3,0 km

Steigung: 110 m

Posten: 14

### Langdistanz
| Platz | Land | Athletin          | Zeit      |
| ----- | ---- | ----------------- | --------- |
| 1     | SWE  | Lisa Risby        | 1:00:42 h |
| 2     | SWE  | Sara Hagström     | 1:01:29 h |
| 3     | RUS  | Ekatarina Sawkina | 1:01:36 h |
| 4     | FRA  | Isia Basset       | 1:02:15 h |
| 5     | DEN  | Ita Klingenberg   | 1:04:17 h |
| 6     | DEN  | Cecilie Klysner   | 1:04:30 h |
| 7     | CZE  | Kateřina Chromá   | 1:04:48 h |
| 8     | FIN  | Emmi Jokela       | 1:04:49 h |

Langdistanz: 1. Juli 2013

Ort: Odolov – Švédský vrch (Karte)

Länge: 7,1 km

Steigung: 470 m

Posten: 15

### Staffel
| Platz | Land | Athletinnen                                                  | Zeit      |
| ----- | ---- | ------------------------------------------------------------ | --------- |
| 1     | CZE  | Lenka Knapová Kateřina Chromá Vendula Horčičková             | 1:44:45 h |
| 2     | FIN  | Anna Haataja Henna-Riik Haikonen Johanna Hulkkonen           | 1:45:08 h |
| 3     | SWE  | Andrea Svensson Hilda Forsgren Tilda Johansson               | 1:46:35 h |
| 4     | RUS  | Weron Tomaschewskaja Anastasija Newerowa Jekaterina Sawkina  | 1:49:02 h |
| 5     | NOR  | Heidi Mårtensson Kamilla Olaussen Anine Ahlsand              | 1:49:37 h |
| 6     | UKR  | Daria Moskaleko Olena Postelniak Maria Polischtschuk         | 1:50:20 h |
| 7     | POL  | Agata Stankiewicz Małgorzata Szeliga Anna Morawska           | 1:51:22 h |
| 8     | DEN  | Camilla Bevensee Amanda Falck Weber Nicoline Friberg Klysner | 1:52:23 h |

Staffel: 6. Juli 2013

Ort: Koliba (Karte)

## Medaillenspiegel
| Platz | Land       | Gold | Silber | Bronze | Gesamt |
| ----- | ---------- | ---- | ------ | ------ | ------ |
| 1     | Schweden   | 2    | 4      | 2      | 8      |
| 2     | Tschechien | 2    | 1      | –      | 3      |
| 3     | Dänemark   | 1    | 1      | –      | 2      |
| 3     | Schweiz    | 1    | 1      | –      | 2      |
| 5     | Norwegen   | 1    | –      | 1      | 2      |
| 6     | Polen      | 1    | –      | –      | 1      |
| 7     | Finnland   | –    | 1      | –      | 1      |
| 8     | Russland   | –    | –      | 3      | 3      |
| 9     | Neuseeland | –    | –      | 1      | 1      |
| 9     | Belarus    | –    | –      | 1      | 1      |